# Żaglouszek
Żaglouszek (Laephotis) – rodzaj ssaków z podrodziny mroczków (Vespertilioninae) w obrębie rodziny mroczkowatych (Vespertilionidae).

## Zasięg występowania
Rodzaj obejmuje gatunki występujące w Afryce.

## Morfologia
Długość ciała (bez ogona) 46–77 mm, długość ogona 25–50 mm, długość ucha 8–25 mm, długość tylnej stopy 5,3–9 mm, długość przedramienia 28–41 mm; masa ciała 5–11 g.

## Systematyka
Rodzaj zdefiniował w 1901 roku angielski zoolog Oldfield Thomas w artykule o nowym rodzaju i gatunku mroczkowatych z Afryki Wschodniej opublikowanym na łamach The Annals and magazine of natural history. Na gatunek typowy Thomas wyznaczył (oryginalne oznaczenie) żaglouszka sawannowego (L. wintoni).

### Etymologia
Laephotis: gr. λαιφoς laiphos ‘żagiel’; ους ous, ωτος ōtos ‘ucho’.

### Podział systematyczny
Do rodzaju należą następujące gatunki:
- Laephotis stanleyi (Goodman, Kearney, Ratsimbazafy & Hassanin, 2017)
- Laephotis malagasyensis (R.L. Peterson, Eger & L. Mitchell, 1995) – afrokarlik drobny
- Laephotis robertsi (Goodman, P.J. Taylor, Ratrimomanarivo & Hoofer, 2012) – afrokarlik madagaskarski
- Laephotis wintoni O. Thomas, 1901 – żaglouszek sawannowy
- Laephotis namibensis Setzer, 1971 – żaglouszek namibijski
- Laephotis angolensis Monard, 1935 – żaglouszek angolski
- Laephotis kirinyaga Monadjem, B.D. Patterson, Webala & Demos, 2020
- Laephotis matroka (O. Thomas & Schwann, 1905) – afrokarlik malgaski
- Laephotis capensis (A. Smith, 1829) – afrokarlik przylądkowy